# Diandra Tchatchouang
Diandra Tchatchouang, née le 14 juin 1991 à Villepinte (Seine-Saint-Denis), est une joueuse de basket-ball française de 1,86 m évoluant au poste d'ailière.
Avec l'équipe de France, elle obtient la médaille d'argent en 2013, 2015, 2017, 2021 et le bronze olympique en 2020.

## Biographie
Diandra Tchatchouang est née de parents d'origine camerounaise le 14 juin 1991 à Villepinte.
Son dernier entraîneur à La Courneuve, Christophe Corbisé dit qu'« elle a rencontré des problèmes de coordination et de dextérité au début. Elle était incapable de faire un double pas ou de shooter ! », mais dès ma deuxième année en poussines, elle joue déjà avec les benjamines, puis avec l’équipe minimesen championnat de France, alors qu'elle n'est que benjamine. Aussi, elle rejoint le pôle espoirs d’Ermont-Eaubonne avec un an d'avance, à l’âge de 12 ans et commence à se repositionner d'intérieure vers le poste d'ailière. Interne, elle se consacre 14 heures par semaine à son sport, quand elle se contentait de trois heures hebdomadaires à La Courneuve : « Je suis partie à Paris car je devais jouer dans une équipe évoluant en championnat de France. Bien sûr j’étais un peu déçue de devoir laisser tout le monde mais je devais le faire. ». Son club se résout à son ascension : « On est déjà très fiers d’avoir pu former une telle joueuse. On ne pouvait pas la garder. Cela n’avait aucun sens pour elle de rester ». À la rentrée 2005, la jeune fille aux racines camerounaises intègre l'INSEP. Elle restera attachée au club de ses débuts en faveur duquel elle organise diverses animations sportives ou citoyennes, notamment en faveur de la pratique féminine,.
Si son niveau de jeu à 18 ans lui aurait permis de jouer un rôle significatif en Ligue féminine de basket, elle rejoint la National Collegiate Athletic Association (NCAA) : « L’université américaine me proposait plus d’opportunités en termes d’éducation et de basket en même temps. Certaines joueuses réussissent à obtenir un diplôme tout en jouant au niveau professionnel ce qui, je pense, est très difficile. En signant un contrat, le basket devient ton métier, ton club attend des résultats de ta part. Ce n’est pas le problème du club si tu n’arrives pas à suivre les cours, ce qui est normal puisqu’il te donne une rémunération pour ce que tu fais sur le terrain. Dans mon cas, je pense que j’aurais eu un rôle majeur en allant dans une équipe professionnelle en France et cela ne m’aurait pas permis de continuer mes études des plus sérieusement ». Elle ambitionne de jouer en WNBA : « Ma joueuse préférée c’est Tamika Catchings. J’espère que j’aurais la chance de jouer avec ou contre elle un jour ». En avril 2013, elle sera sélectionnée au second tour de la draft WNBA par les Silver Stars de San Antonio, mais elle ne jouera pas en WNBA.
Après un Bac STG mention assez bien, elle suit des études en sciences politiques à l'université du Maryland (étant d'ailleurs distinguée en 2010ACC All-Academic Team pour le sérieux de ses études) avant de poursuivre en France par une licence LEA. Se sentant très concernée par les questions d'égalité des chances, elle déclare : « Je n'ai rencontré aucune barrière en rapport avec mes origines, mais quand je regarde autour de moi, je constate que l'égalité n'est que théorique par moments. Aux États-Unis, je crois que les gens ont tendance à mieux assumer les différences de « races ». Elles subsistent donc, mais les opportunités pour les minorités me semblent plus nombreuses». Elle cite d'ailleurs « Barack Obama et Martin Luther King » parmi les personnes qu'elle admire le plus, avec LeBron James pour les sportifs.
Elle poursuivra plus tard des études à Sciences Po.
Dans le cinq majeur de toutes les rencontres de sa première saison, elle score plus de 10 points dans 19 matches sur 34, avec un plus haut à 25 points contre Saint Joseph's. De retour en NCAA, elle réussit le 26 novembre 2010 son premier double-double face aux Pirates d'East Carolina. Non sélectionnée en Équipe de France en raison d'une blessure au genou, elle signe à l'été 2011 à Montpellier .
Reprenant en cours de saison, elle n'a qu'un rôle mineur dans l'équipe, ce qui l'amène à l'été 2012 à faire le choix de rejoindre Perpignan. Elle décrit ses rapports avec Valéry Demory comme très bons, puis « un peu moins ensuite parce que j'étais censée rester et il m'a prévenue tard, à la fin du mois d'avril, qu'il ne me conserverait pas. Mais je ne peux pas lui en vouloir puisqu'il m'a recrutée à une époque où j'étais blessée. Et c'était la seule offre que j'avais ». » Avec Perpignan, elle inscrit en moyenne 9,1 points et 4,7 rebonds par rencontre, avec pour particularité une adresse supérieure aux tirs de champ (48,8 %) à celle aux lancers francs (43,4 %) et aucun tir à trois points réussi en deux ans (0 sur 9 puis 0 sur 8 tentatives).
En 2013-2014, elle accroche avec Bourges la quatrième place de l'Euroligue, jouant 17 matches pour 4,5 points, 3,8 rebonds et 1,6 passe décisive de moyenne.
Bourges remporte en 2014 sa huitième coupe de France face à Villeneuve-d'Ascq par 57 points à 48.
En 2015, Bourges remporte avec elle le titre de championnes de France.
Elle est victime dans les derniers jours de l'année 2015 d'une rupture des ligaments croisés du genou, blessure qu'elle avait déjà connu à Maryland qui la tient éloignée des terrains plusieurs mois. Après avoir déjà manqué le début de saison, elle n'a disputé en 2015-2016 que cinq rencontres LFB (5,6 points et 3,6 rebondsde moyenne) et quatre d'Euroligue (6,3 points et 2,8 rebonds). Privée de la possibilité de disputer le tournoi olympique de Rio, elle effectue son retour mi-septembre 2016 avec Bourges.
Avec Bourges, elle remporte la Coupe de France 2017 face à Charleville en inscrivant 9 points.
Après les victoires en coupe de France et en championnat en 2018 avec Bourges, elle s'engage avec Montpellier, qui engage plusieurs autres joueuses internationales.
Le 24 avril 2021, Diandra et le Basket Lattes-Montpellier décrochent la Coupe de France en s'imposant face à Charleville-Mézières 75-74.
Blessée après les Jeux olympiques, Diandra Tchatchouang ne participe à aucune rencontre en club lors de la saison 2021-2022 et en juin 2022, elle prend sa retraite sportive.

## Équipe nationale
Bien qu'elle soit de deux ans plus jeune que toutes ses partenaires à l'Euro cadettes 2005, elle s'insère si bien dans l'équipe qu'elle en est la quatrième marqueuse (7,4 points) et deuxième rebondeuse (6,0 prises). Une blessure au genou l'empêche de prendre part à la campagne 2006. Elle retrouve l'équipe des « Bleuettes » lors de l'année 2007, année où les Françaises remportent le championnat d'Europe en battant en finale 60 à 57 des Espagnoles, qui les avaient dominé quelques jours plus tôt 63 à 77. Avec 17 points, 15 rebonds, 3 passes décisives et 2 contres en finale, Diandra Tchatchouang est élue meilleure joueuse de la compétition,.
À l'été 2010, l'équipe de France des moins de 20 ans, championne d'Europe en titre, n'obtient que la 4e place de l'édition de Liepāja en Lettonie. Lors de celle-ci l'équipe de France est privée pour la phase finale de Diandra Tchatchouang, victime d'une entorse de la cheville gauche en huitième de finale, et de la joueuse des Blue Devils de Duke Allison Vernerey blessée lors de la préparation. Avec cette blessure, Tchatchouang ne peut donc assurer sa première présélection en équipe de France seniore.
En 2012, elle effectue la préparation olympique, mais n'est pas retenue pour le tournoi final: « Il n’y a pas eu d’amertume. Ce n’est pas comme si je devais être dans l’équipe et que j’avais finalement été enlevée. Je savais que de mon côté, j’avais tout donné pour être dans l’équipe, mais ça ne s’est pas fait. Quand on a retrouvé les filles à Deauville en stage (après le TQO) on leur avait dit qu’on était vraiment derrière elles. On n’était pas dans l’équipe aux Jeux Olympiques mais on sentait qu’on faisait partie du groupe, elles ne nous ont jamais exclues. » Préparant le Championnat d'Europe 2013 :« Cette année j’arrive en préparation avec plus de confiance parce que j’ai plus joué pendant la saison. Après le coach fait des choix en fonction de ce dont il a besoin. Je n’ai pas encore fait de grande compétition avec l’équipe de France A donc c’est un peu particulier. Maintenant, tous les jours on travaille en tant qu’équipe. C’est clair que d’un côté je pense à ma situation personnelle parce qu’on est quand même en mode sélection, on essaie de montrer ce qu’on sait faire, mais je pense que le travail collectif prend quand même le dessus quand on se retrouve en stage comme ça. ». Elle effectue sa première rencontre en compétition officielle le lendemain de son 22e anniversaire au championnat d'Europe contre la Lettonie avec 6 points, 5 rebonds, 2 passes, 1 interception, 10 d’évaluation en 18 minutes, ce que lui vaut ce jugement de son coach Pierre Vincent« Je suis satisfait de son match même si parfois, à l’image de l’équipe elle a tendance à prendre des tirs un peu vite dans les transitions (...) Mais sinon je suis très satisfait mais ça fait longtemps que je sais que Diandra est l’ailière de demain. » . Malgré un tournoi et une présence dans le cinq majeur, elle éprouve en finale des difficultés à contenir Alba Torrens et ne marque que 4 points à un tir réussi sur cinq et trois balles perdues.
En 2015, elle est membre de l'équipe qui atteint la finale de l'Euro 2015 face à la Serbie ne craque pas et conquiert son premier titre de Championne d'Europe (68-76). « On est déçues parce qu’on sait qu’il y avait la place. Maintenant, sur le match de ce soir, la Serbie mérite sa victoire (...) C’est notre force, la défense et, ce soir, on prend beaucoup trop de paniers sur des duels, des un-contre-un. Sur ce tournoi, c’est la meilleure équipe dans ce domaine là. Ce soir, le gros chantier c’était de stopper leurs un-contre-un et leurs joueuses fortes, Dabović et Petrović. Toutes, en fait (...)  On l’a plutôt bien fait en première mi-temps mais ça n’a pas suivi en seconde mi-temps. » Forfait pendant l'été 2016 pour cause de rééducation, elle vient soutenir ses coéquipières à Nantes pour le tournoi préolympique. Elle ne peut participer aux Jeux de Rio étant insuffisamment remise d'une blessure contractée l'hiver.
En 2017, elle est de la campagne où la France obtient une nouvelle médaille d'argent au championnat d'Europe, puis en 2018 de la sélection qui se classe cinquième à la Coupe du monde.
En 2019, insuffisamment remise d'une blessure au ménisque, elle doit déclarer forfait pour le championnat d'Europe 2019.
Elle fait partie de l'équipe de France médaillée de bronze aux Jeux olympiques d'été de 2020 à Tokyo. .

## Engagements

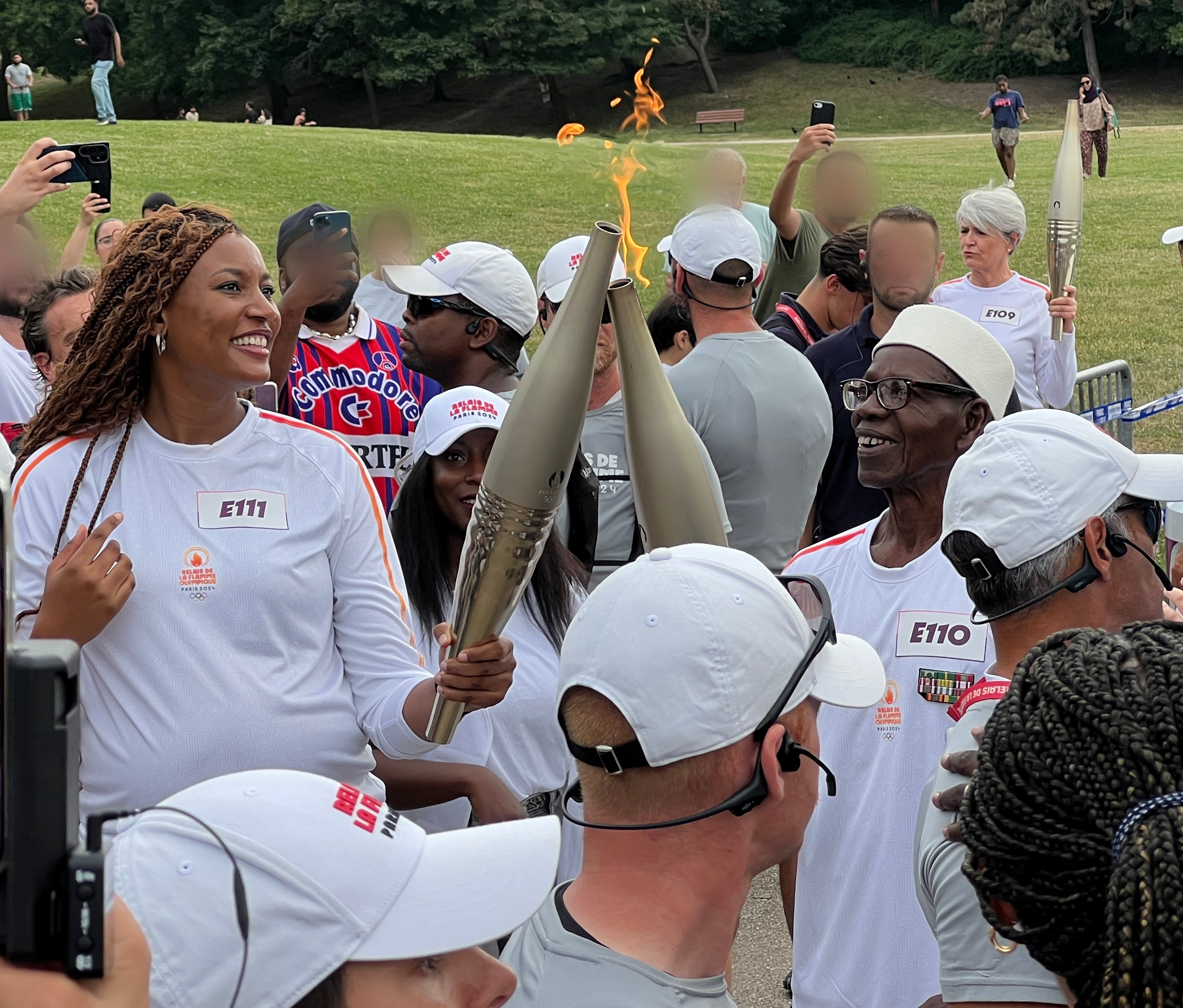
Porteuse de la Flamme olympique aux côtés d'Oumar Diémé, tirailleur sénégalais.

Elle créer en 2019, son association Study Hall 93 qui s’adresse aux jeunes de la Courneuve et qui a pour objectif d’éviter l’errance entre l’école et le gymnase. Une heure d’étude leur est donc proposée gratuitement, entre la fin des cours et le début de l’entrainement. Les enfants rentrent chez eux en ayant fait leurs devoirs. Pendant les vacances des stages sportifs sont également proposés.
Elle est impliquée dans le Syndicat national des basketteurs, notamment après des insultes racistes contre un joueur américain en 2018.
En 2020, elle intègre la commission des athlètes Paris 2024. Elle ajoute à Study Hall un projet de formation linguistique pour offrir un soutien scolaire aux jeunes licenciés des clubs sportifs locaux. Ils bénéficient ainsi de bases solides au niveau scolaire mais aussi en langues notamment en anglais afin qu’ils puissent participer aux JO 2024 en tant que bénévole. L’objectif, coupler le sport et l'ouverture culturelle.
Elle crée avec l’aide de son équipementier Nike, l'initiative “Take Your Shot” afin de pousser les jeunes basketteuses de Seine-Saint-Denis à croire en leurs rêves, en se donnant les moyens de réussir. Take Your Shot dépasse les frontières du sport et du basket en faisant intervenir d’autres personnalités féminines dépassant les frontières du sport, venant donner des conseils et partager leur expérience.
Pendant l'épidémie de Covid-19, elle coordonne une initiative citoyenne de fabrication de masques de protection pour les habitants de Seine-Saint-Denis,.
Après le meurtre de George Floyd, en juin 2020, elle manifeste à Montpellier contre les violences policières en soutien à la famille d'Adama Traoré : « En termes d'histoire, les deux pays [États-Unis et France] ne sont pas comparables (...) Mais il y a une certitude, dans notre pays, des personnes issues de ces minorités peuvent être en danger quand elles se retrouvent entre les mains de la police (...) [Adama Traoré] est mort par asphyxie, comme George Floyd. C'est pour cette raison que des milliers de Français demandent la vérité et que justice soit rendue ». Elle est aussi ambassadrice du projet #NORACISM à l'initiative du CSP Limoges et certains autres basketteurs et ancien basketteurs comme Jerry Boutsiele, joueur du CSP Limoges ou encore Richard Dacoury, ancien champion français et vice-président du club, mais aussi d’autres sportifs d’autres disciplines comme Thierry Dusautoir, ancien capitaine de l’équipe de France de rugby, Laura Georges, ancienne joueuse internationale et secrétaire générale de la Fédération française de football, ou Olivier Dacourt, ancien footballeur international français, sur le racisme dans le sport, en mars 2021, dans le cadre ce projet « #NORACISM » pour sensibiliser et trouver des solutions pour lutter contre le racisme.
Elle réalise le podcast SuperHumains pour mettre en lumière les autres facettes d’un sportif à travers des échanges variés et avec des athlètes aux parcours hors du commun.

## Clubs
- 1999-2004 :  La Courneuve
- 2004-2005 :  Paris Basket 18
- 2005-2009 :  Centre Fédéral
- 2009-2011 :  Terrapins du Maryland (NCAA)
- 2009-2011 :  Basket Lattes Montpellier Méditerranée Métropole Association
- 2012-2013 :  Basket Catalan Perpignan Méditerranée
- 2013-2018 :  Tango Bourges Basket
- 2018-2022 :  Basket Lattes Montpellier Méditerranée Métropole Association

## Palmarès

### Club
- Coupe de France : 2014, 2017[25], 2018[50] et 2021[51]
- Championne de France : 2015[22] et 2018[52].
- Match des champions : 2014[53], 2015[54]
- Vainqueur de l'Eurocoupe : 2016[55].

### Sélection nationale

#### Seniors
- Médaille d'argent au championnat d'Europe 2013 en France
- Médaille d'argent au championnat d'Europe 2015[34] en Hongrie et Roumanie
- Médaille d'argent au championnat d'Europe 2017[38]en République tchèque
- Médaille d'argent au championnat d'Europe 2021 en France et en Espagne
- Médaille de bronze aux Jeux olympiques d'été de 2020 à Tokyo[56]

#### Jeunes
- 2010 : Équipe de France U20   -   Championnat d'Europe ( 4e place)
- 2008 : Équipe de France U18   -   Championnat d'Europe ( 4e place)
- 2007 : Équipe de France Juniors Féminines   -   Championnat d'Europe ( 7e place)
- 2007 : Équipe de France U16   -   Championnat d'Europe
- 2006 : Équipe de France U16-   Championnat d'Europe ( 5e place)
- 2005 : Équipe de France U16 -   Championnat d'Europe

### Distinctions personnelles
- Meilleure joueuse du championnat d'Europe U16 de 2007[5]
- Meilleur cinq des freshmen de l'ACC (2010)
- Meilleur cinq académique de l'ACC (2010)
- 3 fois Rookie de la semaine de l'ACC (20 novembre, 4 janvier, 1er mars 2010)
- Chevalier de l'ordre national du Mérite (décret du 8 septembre 2021)[57]

Le 30 novembre 2022, la ville d'Elbeuf nomme Diandra Tchatchouang-Djadjo, un terrain de basket, puis en février c'est au tour du Département de la Seine-Saint-Denis pour l'espace sportif du collège Jean Vilar de La Courneuve, où elle fut scolarisée.